# Schwalbensittich
Der Schwalbensittich (Lathamus discolor) ist eine Art der Altweltpapageien und der einzige Vertreter der Gattung Lathamus oder Schwalbensittiche. Der wissenschaftliche Name ehrt den Ornithologen John Latham. Die deutsche Bezeichnung Schwalbensittich weist auf den schnellen und wendigen Flug dieser Papageien hin.

## Erscheinungsbild
Der Schwalbensittich erreicht eine Körperlänge von 25 Zentimetern und wiegt zwischen 46 und 76 Gramm. Ein Geschlechtsdimorphismus ist vorhanden, jedoch nicht sehr stark ausgeprägt.
Das Gefieder der Männchen ist überwiegend leuchtend grün. Es ist auf der Körperunterseite heller und etwas gelblicher. Die Stirn, die Kehle und die vordere Wangenhälfte sind rot und von einem schmalen gelben Band eingefasst. Der Scheitel ist dunkelblau. Die Afterregion und die Unterschwanzdecken sind mattrot. Die Unterflügeldecken sowie der Flügelbug und die kleinen Flügeldecken sind kräftig rot. Die Armdecken und die äußeren mittleren Flügeldecken sind blaugrün. Die Handdecken und die Außenfahnen sind dagegen von einem bläulichen Violett. Die einzelnen Federn weisen hier einen feinen hellgelben Saum auf. Die Schwanzunterseite ist dunkelgrau.
Das Weibchen gleicht dem Männchen, ist aber insgesamt matter gefärbt. Der rote Federanteil im Gesicht ist etwas geringer. Auch die roten Federpartien auf der Körperunterseite beschränken sich auf die Flanken.
Der Flug der Schwalbensittiche ist kraftvoll und geradlinig. Ihre Flügelschläge erzeugen als sogenannter Instrumentallaut während des Fluges ein deutlich hörbares Schwirrgeräusch.

## Verbreitung und Lebensraum
Schwalbensittiche haben ein verhältnismäßig großes Verbreitungsgebiet. Sie kommen auf Tasmanien, den größeren Bass-Strait-Inseln sowie im südöstlichen Australien vor. In Australien reicht ihr Verbreitungsgebiet vom Südosten des australischen Bundesstaates Queensland über den Osten von New South Wales bis nach Victoria und in den Südosten von South Australia.
Schwalbensittiche weisen ein für Papageien ungewöhnliches Zugverhalten auf. Sie ziehen im September vom australischen Festland nach Tasmanien und brüten auf dieser Insel. Nach Abschluss der Fortpflanzungszeit, der etwa in die Monate April und Mai fällt, kehren sie auf das australische Festland zurück. Schwalbensittiche überqueren auf ihrer Wanderung eine 300 Kilometer lange Strecke über das Meer. Sie legen diese Strecke in kleinen, meist zehn bis zwanzig Individuen zählenden Gruppen während des Tages zurück.
Schwalbensittiche kommen in einer Vielzahl von bewaldeten Lebensräumen vor, sofern diese einen Bestand an Eucalyptus globulus und Eucalyptus ovata aufweisen. Sie sind regelmäßig auch in offeneren Habitaten zu sehen, sofern dort diese beiden Baumarten vorkommen.

## Verhalten
Schwalbensittiche treten überwiegend und auch während der Brutzeit in kleinen Trupps oder Schwärmen zwischen fünf bis dreißig Individuen auf. Ihre Nahrung finden sie überwiegend an den obersten Zweigen blühender Eukalyptusbäume. Auf den Boden kommen sie eigentlich nur dann, wenn sie trinken oder heruntergefallene Samen oder Blüten aufnehmen.
Schwalbensittiche ernähren sich ähnlich wie Loris überwiegend von Blütenpollen sowie in geringerem Maße von Blütennektar. Ihre Zunge ist an diese Ernährungsweise angepasst. Sie weist an ihrer Spitze bürstenartige Papillen auf. Sie fressen außerdem auch Früchte und Beeren sowohl von heimischen als auch von eingeführten Bäumen und Sträuchern sowie unreife Grassamen und Insekten und deren Larven.
Die Paarbindung besteht über mehrere Jahre. Die Tiere sind Höhlenbrüter, die überwiegend Baumhöhlen in Eukalyptusbäumen nutzen. Die Nisthöhlen können sich in großer Nähe zueinander befinden. Die durchschnittliche Gelegegröße beträgt 4,4 Eier. Es brütet allein das Weibchen, wobei das Männchen das Weibchen mit Futter versorgt. Die Nestlinge sind mit sechs Wochen flügge.

## Systematik
Die Art wurde im Jahr 1790 von George Shaw als Psittacus discolor in einer Veröffentlichung von John White beschrieben, aber später von René-Primevère Lesson als eigene Gattung eingestuft.
Die Beziehung der Art zu den anderen Arten der Eigentlichen Papageien ist unklar. Man hat sie sowohl in die Nähe der Loris als auch in die der Feigenpapageien und der Plattschweifsittiche im engeren Sinne gestellt. So weist die Zunge an ihrer Spitze anatomische Besonderheiten auf, die an die Pinselzunge erinnert, wie sie für Loris charakteristisch sind. Biochemische Untersuchungen haben aber mittlerweile bestätigt, dass diese Art in die Unterfamilie der Plattschweifsittiche gehört.

## Gefährdung
Der Bestand der Art ist stark rückläufig und sie wird von der IUCN als „stark gefährdet“ (endangered) eingestuft. Zurzeit halbiert sich der Bestand des Schwalbensittich alle vier Jahre und das Aussterben der Art innerhalb der nächsten 20 Jahre erscheint möglich. Von allen endemischen Arten Tasmaniens gilt der Schwalbensittich gemeinsam mit dem Orangebauchsittich als die Art mit dem kleinsten Bestand. Als wahrscheinliche Ursache des Rückgangs gilt der Verlust von Futterbäumen infolge von Rodungen und das Ausplündern der Nester durch Kurzkopfgleitbeutler (Petaurus breviceps). In ihrem gesamten Verbreitungsgebiet sind sie gesetzlich geschützt.
Seit 2015 führt die Gesellschaft für Arterhaltende Vogelzucht (GAV e.V.) in enger Zusammenarbeit mit der EAZA ein Monitoring für diese Spezies, an dem sowohl zoologische Einrichtungen als auch Privatpersonen beteiligt sind.

## Belege